# Liste der Bodendenkmale in Radeberg
In der Liste der Bodendenkmale in Radeberg sind die Bodendenkmale der Gemeinde Radeberg und ihrer Ortsteile nach dem Stand der Auflistung von Harald Quietzsch und Heinz Jacob aus dem Jahr 1982 aufgelistet. Eventuelle Änderungen und Ergänzungen, insbesondere aus der Zeit nach der Wende, sind nicht berücksichtigt, da für Sachsen aktuell keine neueren allgemein zugänglichen Bodendenkmallisten vorliegen. Die Baudenkmale sind in der Liste der Kulturdenkmale in Radeberg aufgeführt.
| Denkmal-ID | Fundart            | Ortsteil | Bezeichnung               | Zeitstellung | Lage                                                                                    | Bemerkungen | Bild |
| ---------- | ------------------ | -------- | ------------------------- | ------------ | --------------------------------------------------------------------------------------- | --- | ---- |
| ?          | Befestigung > Burg | Radeberg | Wehranlage „Klippenstein“ | Mittelalter  | Nordostrand der Altstadt, Schlossbereich                                                | Vom Hang abschnittsartig getrennter Felsblock, Grabenbefestigung teils als Wassergraben, überbaut durch Schloss, Schutz seit 7. März 1966 |      |
| ?          | Befestigung > Burg | Radeberg | Wehranlage „Schlossberg“  | Mittelalter  | nordöstlicher Ortsrand, nordöstlich des Schlosses, Geländesporn nördlich über der Röder | Spornlage, stark verebnete doppelte Abschnittsbefestigungen, Schutz seit 5. September 1966                                                |      |